# Comté de Johnson (Illinois)
Pour les articles homonymes, voir Johnson et Comté de Johnson.
Le comté de Johnson, en anglais : Johnson County, est un comté situé dans l'État de l'Illinois, aux États-Unis. En 2010, sa population est de 12 582 habitants. Son siège est Vienna.

## Lieux d'intérêt
- Zone naturelle d'État de Cache River